# Hlevnik
Hlevnik – wieś w Słowenii, w gminie Brda. W 2018 roku liczyła 35 mieszkańców.